# Riera de Mejà
La Riera de Mejà és un corrent fluvial afluent per l'esquerra de la Riera de Salo, al Bages.

## Municipis per on passa
El curs de la Riera de Mejà transcorre íntegrament pel terme municipal de Sant Mateu de Bages.

## Xarxa hidrogràfica
La xarxa hidrogràfica de la Riera de Mejà està constituïda per 5 cursos fluvials que sumen una longitud total de 2.630 m.

### Distribució municipal
El conjunt de la seva xarxa hidrogràfica transcorre íntegrament pel terme municipal de Sant Mateu de Bages.